# بو بروس
بو بروس (بالإنجليزية: Bo Bruce)‏ هي مغنية مؤلفة ومغنية بريطانية، ولدت في 25 نوفمبر 1984 في مرلبرو ‏ في المملكة المتحدة.

## وصلات خارجية
- بو بروس على موقع IMDb (الإنجليزية)
- بو بروس على موقع ميوزك برينز (الإنجليزية)
- بو بروس على موقع ديسكوغز (الإنجليزية)